# 제1차 고이즈미 내각
제1차 고이즈미 내각(일본어: 第1次小泉内閣)은  고이즈미 준이치로가 제87대 내각총리대신으로 임명되어, 2001년 4월 26일부터 2002년 9월 30일까지 존재한 일본의 내각이다.
자유민주당과 공명당, 보수당의 연립 내각이다.

## 각료 명단
내각부 특명담당대신에 대해서는 그 담당을 괄호 내에 기술하였다. 내각부 이외의 다른 성청(내각관방 포함)의 특명사항을 담당하는 국무대신의 직무는 꺾은 괄호(〈〉) 내에 기술하였다.
| 내각총리대신                                                                         | 내각총리대신                                                                         | 고이즈미 준이치로                             |
|                                                                                      | 내각총리대신 보좌관 (도시재생 담당)                                                  | 마키노 도오루 (2001년 9월 3일 ~ )             |
| 내각총리대신 보좌관 (행정개혁 담당)                                                  | 구마시로 아키히코 (2002년 1월 22일 ~ )                                               |                                               |
| 총무대신                                                                             | 총무대신                                                                             | 가타야마 도라노스케                           |
| 법무대신                                                                             | 법무대신                                                                             | 모리야마 마유미                               |
| 외무대신                                                                             | 외무대신                                                                             | 다나카 마키코 ( ~ 2002년 1월 30일)            |
| 외무대신                                                                             | 외무대신                                                                             | 고이즈미 준이치로 (2002년 1월 30일 ~ 2월 1일) |
| 외무대신                                                                             | 외무대신                                                                             | 가와구치 요리코 (2002년 2월 1일 ~ )           |
| 재무대신                                                                             | 재무대신                                                                             | 시오카와 마사주로                             |
| 문부과학대신 국립국회도서관 연락조정위원회 위원                                      | 문부과학대신 국립국회도서관 연락조정위원회 위원                                      | 도야마 아쓰코                                 |
| 후생노동대신                                                                         | 후생노동대신                                                                         | 사카구치 지카라                               |
| 농림수산대신                                                                         | 농림수산대신                                                                         | 다케베 쓰토무                                 |
| 경제산업대신 〈국제박람회 담당〉                                                     | 경제산업대신 〈국제박람회 담당〉                                                     | 히라누마 다케오                               |
| 국토교통대신 〈수도기능이전 담당〉                                                   | 국토교통대신 〈수도기능이전 담당〉                                                   | 오기 지카게                                   |
| 환경대신 〈지구환경문제 담당〉                                                       | 환경대신 〈지구환경문제 담당〉                                                       | 가와구치 요리코 ( ~ 2002년 2월 8일            |
| 환경대신 〈지구환경문제 담당〉                                                       | 환경대신 〈지구환경문제 담당〉                                                       | 오키 히로시 (2002년 2월 8일 ~ )               |
| 내각관방장관 내각부 특명담당대신 (남녀공동참여 담당)                                 | 내각관방장관 내각부 특명담당대신 (남녀공동참여 담당)                                 | 후쿠다 야스오                                 |
|                                                                                      | 내각관방 부장관                                                                      | 아베 신조                                     |
| 내각관방 부장관                                                                      | 우에노 고세이                                                                        |                                               |
| 내각관방 부장관                                                                      | 후루카와 데이지로                                                                    |                                               |
| 내각위기관리감                                                                       | 스기타 가즈히로                                                                      |                                               |
| 내각법제국 장관                                                                      | 쓰노 오사무 ( ~ 2002년 8월 8일)                                                      |                                               |
| 내각법제국 장관                                                                      | 아키야마 오사무 (2002년 8월 8일 ~ )                                                  |                                               |
| 국가공안위원회 위원장 내각부 특명담당대신 (방재 담당) 〈식품안전위원회(가칭) 담당〉  | 국가공안위원회 위원장 내각부 특명담당대신 (방재 담당) 〈식품안전위원회(가칭) 담당〉  | 무라이 진                                     |
| 방위청 장관                                                                          | 방위청 장관                                                                          | 나카타니 겐                                   |
| 내각부 특명담당대신 (오키나와 및 북방대책, 과학기술정책 담당)                        | 내각부 특명담당대신 (오키나와 및 북방대책, 과학기술정책 담당)                        | 오미 고지                                     |
| 내각부 특명담당대신 (금융 담당)                                                      | 내각부 특명담당대신 (금융 담당)                                                      | 야나기사와 하쿠오                             |
| 내각부 특명담당대신 (경제재정정책 담당) 〈신천년기 기념행사, 정보통신기술(IT) 담당〉 | 내각부 특명담당대신 (경제재정정책 담당) 〈신천년기 기념행사, 정보통신기술(IT) 담당〉 | 다케나카 헤이조                               |
| 내각부 특명담당대신 (규제개혁 담당) 〈행정개혁 담당〉                                | 내각부 특명담당대신 (규제개혁 담당) 〈행정개혁 담당〉                                | 이시하라 노부테루                             |

※무라이 진 국무대신의 담당사무인 〈식품안전위원회(가칭) 담당〉은 2002년 6월 11일 이후.

## 같이 보기
- 일본의 역대 내각